# Lúčnica nad Žitavou
Lúčnica nad Žitavou es un municipio del distrito de Nitra en la región de Nitra, Eslovaquia, con una población estimada a final del año 2024 de 985 habitantes.
Se encuentra ubicado en el centro-oeste de la región, en el valle del río Nitra (cuenca hidrográfica del Danubio) y cerca de la frontera con la región de Trnava.

## Demografía
| Año        | 1994 | 2004    | 2014    | 2024    |
| ---------- | ---- | ------- | ------- | ------- |
| Población  | 951  | 911     | 917     | 985     |
| Diferencia |      | −4,20 % | +0,65 % | +7,41 % |

| Año        | 2023 | 2024    |
| ---------- | ---- | ------- |
| Población  | 986  | 985     |
| Diferencia |      | −0,10 % |